# Taxodiomyia cupressi
Taxodiomyia cupressi är en tvåvingeart som först beskrevs av Lewis David von Schweinitz 1822.  Taxodiomyia cupressi ingår i släktet Taxodiomyia och familjen gallmyggor. Inga underarter finns listade i Catalogue of Life.